# Parafia Świętej Trójcy w Latowiczu
Parafia św. Trójcy w Latowiczu – parafia rzymskokatolicka należąca do dekanatu siennickiego, diecezji warszawsko-praskiej, metropolii warszawskiej.

## Historia
Parafia została założona w XI w., jako jedna z pierwszych w zawiślańskiej części diecezji poznańskiej. Ze względu na brak dokumentów, możemy mówić, że powstała na przełomie XIII/XIV wieku. Należała do archidiakonatu czerskiego.
Pierwszy drewniany kościół, pw. św. Wawrzyńca, został wzniesiony na ul. Długiej. Patronem świątyni był św. Jan Chrzciciel. Parafia początkowo obejmowała osady – późniejsze miasteczka: Borowie, Cegłów, Jeruzal, Kozłów, Kuflew, Miastków, Parysów, Seroczyn, Siennicę, Stoczek, Wodynie, Zwolę i Żeliszew.
Kolejny kościół pw. św. Anny wzniosła księżna mazowiecka Anna Konradowa w 1400 r. w związku z lokacją miasta na prawach miejskich. W XIV i XV w. zmniejszyła się parafia, gdyż wydzielono z niej i utworzono nowe w: Miastkowie (1424 r.), Wodyniach (1445 r.), Kiczkach (1458 r.), Parysowie (1461 r.), Stoczku (1472 r.) i Kuflewie (1515 r.).
W XVI w. wzrastała pozycja kościoła, przy którym w 1548 r. istniało stowarzyszenie kapłanów Fraternitas Presbyterorianum. W XVI w. utworzono dekanat Latowicz. W 1519 r. Do parafii Latowicz należało 7 miejscowości: Wielgolas, Starogród, Transbór, Oleksianka, Dębe, Waliska i Laliny. W 1522 r. księżna Anna Radziwiłłówna wystawiła na miejscu dawnego kościoła nowy, także pw. św. Anny, z murowanym chórem i czterema kaplicami. Usytuowany był naprzeciw dworu królowej Bony, w miejscu Starego Cmentarza. Spłonął on w 1613 r. i nowy, pw. św. Ducha, drewniany z bloków sosnowych, wybudował w 1629 r. ks. Stanisław Falęcki. Był on usytuowany w środkowej części ulicy św. Ducha.
Na początku XVII w. w Latowiczu poza kościołem parafialnym były jeszcze trzy inne świątynie: kościółek pod tytułem św. Ducha, kościółek pod tytułem św. Wawrzyńca, kościół przyszpitalny św Ducha. Podczas "potopu szwedzkiego" kościół został zrujnowany przez wojska szwedzkie i kozackie.
August Aleksander Czartoryski wojewoda ruski i starosta latowicki ufundował w latach 1733-1737 nowy kościół pw. św. Trójcy. Był on usytuowany w rynku na zachód od obecnego. Rozebrano go w 1918 r., a całe wyposażenie wnętrz (ołtarze, obrazy, płaskorzeźby) przeniesiono do nowego. W XVIII w. powstały bractwa przykościelne: Św Różańca, Św. Trójcy, Św. Walentego, Św. Anny, które prowadziły działalność dobroczynną, ascetyczną i charytatywną. W 1888 r. został założony Nowy Cmentarz.
W latach 1899-1911 wybudowano murowany, neogotycki kościół według projektu arch. Józefa Piusa Dziekońskiego, a dzięki staraniom ks. Piotra Godlewskiego i ks. Józefa Rauby. Kościół ma 66 m wysokości i może pomieścić 6 tys. osób. Główny ołtarz wykonany został w 1922 r. dzięki staraniom ks. Stefana Bakalarczyka. W kościele jest zabytkowy obraz Matki Bożej Łaskawej – Latowickiej. Boczne ołtarze pochodzą z poprzedniego kościoła.
W 2010 r. parafia Latowicz liczyła ok. 5561 wiernych.

## Położenie na szlakach turystycznych
Kościół leży na Pętli Siedleckiej szlaku turystycznego Perły Mazowsza.

## Zasięg parafii
Do parafii należą wierni z miejscowości: Budziska, Chyżyny, Dąbrówka, Dębe Małe, Generałowo, Iwowe, Kamionka, Latowicz, Laliny, Oleksianka, Redzyńskie, Stawek, Strachomin, Waliska i Wężyczyn.